# Robert Blanche
Robert Clinton Blanche (Pomona, Kalifornia, 1962. március 30. – Seattle, Washington, 2020. január 3.) amerikai színész.

## Filmjei
Mozifilmek
- Szökés a valóságból (Total Reality) (1997)
- A magány-nyomozó (Zero Effect) (1998)
- Kell egy gyerek! (Inconceivable) (1998)
- Férfibecsület (Men of Honor) (2000)
- Két világ közt (The Dust Factory) (2004)
- Ujj-függő (Thumbsucker) (2005)
- Mamák lincshangulatban (Say Uncle) (2005)
- World Trade Center (2006)
- Raising Flagg (2006)
- Eszeveszett küzdelem (Extraordinary Measures) (2010)
- Golyó (Bullet) (2014)
- Something Wicked (2014)
- The A-List (2015)
- The Two Dogs (2017)

Tv-filmek
- Haláltánc (Where the Truth Lies) (1999)
- Személycsere (Switched at Birth) (1999)
- Zombi apokalipszis (Zombie Apocalypse) (2011)
- Csápok a mélyből (Bermuda Tentacles) (2014)

Tv-sorozatok
- Vészhelyzet (ER) (2006, egy epizódban)
- Monk – A flúgos nyomozó (Monk) (2006, egy epizódban)
- Lépéselőnyben (Leverage) (2009–2011, hat epizódban)
- Grimm (2012–2017, 34 epizódban)
- Z, mint zombi (Z Nation) (2014, egy epizódban)